# Orji Uzor Kalu
Orji Uzor Kalu, född 1960, var guvernör i Abia, Nigeria, mellan 29 maj 1999 och 29 maj 2007.